# Jan Diepenhorst
Johannis Gerrit (Jan) Diepenhorst (Ameide, 15 juli 1907 – Bergambacht, 27 oktober 1994) was een Nederlands burgemeester.
Hij werd geboren als zoon van Johannis Gerrit Diepenhorst (1863-1933; onder andere hotelhouder en kastelein) en Neeltje de With (1870-1952). Hij was hoofdcommies bij de provinciale griffie van Zuid-Holland voor hij in september 1947 benoemd werd tot burgemeester van de gemeenten Bergambacht en Ammerstol. In augustus 1972 ging Diepenhorst daar met pensioen en in 1994 overleed hij op 87-jarige leeftijd.